# Beat gather
『beat gather』（ビート ギャザー）は、コナミデジタルエンタテインメントが2011年10月13日にリリースしたiOS（iPhone / iPod touch）用音楽ゲーム。
2015年7月29日にはAndroid版『beat gather U』が配信開始。
『beat gather U』はiOS版『beat gather』とベースは一緒だが『beat gather U』は動画のみしか対応していない。しかし『beat gather U』の方には評価ができるシステムがある。
音楽ゲームではあるが、BEMANIシリーズには含まれていない。
2020年1月28日(火)をもって、サービスが終了された。

## 概要
音楽にあわせて流れてくるオブジェクトを判定バーの上でタッチするリズムゲーム。基本ルールは一般的なスタイルだが、オブジェクトにはさまざまなバリエーションがあり、高速で移動するものやタッチパネルを生かしたフリック入力を必要とするもの等がある。さらに判定バーが斜めや縦に傾いたりする動作と組み合わされてゲームを構成しており、これまでにない斬新なリズムゲームとなっている。
動画を元に、初心者に優しい『オート生成』や『自分で作る』が可能なほか、自作したユビフを公開（シェア）したり、シェアされているユビフをダウンロードしてプレイすることができる。
これにより、他の音楽ゲームのようにあらかじめ収録されている楽曲にとらわれることがないため、音楽ゲームとしては群を抜いて自由度が高い。
iOS版『beat gather』で、作った動画ユビフのみ、Android版『beat gather Ｕ』で、遊ぶことができる。しかし、人気度に関しては、互換性はない。

## オブジェクト
青
通常のオブジェクト
赤
高速移動するオブジェクト
緑
変則的な移動をするオブジェクト
フリック
矢印の方向に軽くはらう
ロング
しっぽがあり、長押しする
トレース
しっぽが曲がっており、それに沿って指でなぞる